# Bleijs
Bleijs is een buurtschap  in de gemeente Deurne in de Nederlandse provincie Noord-Brabant. Het ligt in het noordwesten van de gemeente dicht bij de buurtschappen Molenhof en Groot Bruggen.
Dorpen: Deurne · Helenaveen · Liessel · Neerkant · Vlierden · Walsberg

Buurtschappen: Baarschot · Belgeren · Bleijs · Breemortel · Groote Bottel · Kleine Bottel · Groot Bruggen · Klein Bruggen · Derp · Donschot · Haageind · Halte · Hanenberg · Heieind · Heimolen · Heitrak · Kerkeind · Kranenmortel · Kulert · Leensel · Luttel Meijel · Merlenberg · Molenhof · Pannenschop · Ruth · Schans · Schelm · Sloot · Veldheuvel · Vloeieind · De Voorstad · Voorste Beerdonk · Voort · Vreekwijk

Noord-Brabant: Steden en dorpen      Nederland: Provincies · Gemeenten